# Mirosława Paskowa
Mirosława Paskowa (ur. 16 lutego 1996 w Czirpanie) – bułgarska siatkarka, reprezentantka kraju, grająca na pozycji przyjmującej. 

## Sukcesy klubowe
Puchar Bułgarii:
- 2014, 2016, 2019, 2021

Liga bułgarska:
- 2014, 2019, 2021
- 2015, 2016, 2018, 2020

Liga polska:
- 2017

## Sukcesy reprezentacyjne
Mistrzostwa Świata U-23:
- 2017[4]

Liga Europejska:
- 2021

## Nagrody indywidualne
- 2021: MVP turnieju finałowego Pucharu Bułgarii